# Türme von Pavia
Charakteristisch für die Altstadt von Pavia sind die zahlreichen Geschlechtertürme, von denen heute noch 20 übrig sind. Im Mittelalter mussten es aber viel mehr gewesen sein, wie ein Fresko in der Kirche von San Teodoro zeigt, das Pavia zwischen 1522 und 1524 darstellt. Die Türme wurden größtenteils zwischen dem 11. und 13. Jahrhundert erbaut, als die ghibellinische Stadt eine Phase großer städtebaulicher und demographischer Entwicklung durchlief.

## Geschichte
Die ersten Geschlechtertürme von Pavia sind aus dem Jahr 1018 dokumentiert und wurden zu einer Zeit erbaut, als in Pavia und Umgebung sowie in weiten Teilen Oberitalien herrschaftliche Burgen noch nicht weit verbreitet waren. Zwischen dem 11. und 12. Jahrhundert verlegten mehrere Landadelsfamilien ihren Wohnsitz in die Stadt, weshalb man in der Vergangenheit glaubte, dass die Geschlechtertürme von diesen Adelsfamilien gebaut worden seien. In Wirklichkeit sind die Geschlechtertürme jedoch ein typisch städtischer Gebäudetyp und ihre Vorbilder waren höchstwahrscheinlich die Türme befestigter Paläste von kirchlichen und weltlichen Herren, wie der Königspalast von Pavia aus dem 9. und 10. Jahrhundert. In Pavia wie in anderen Städten wurden die Türme nicht für Verteidigungszwecke gebaut, ihre Größe und Höhe waren dafür ungeeignet, sondern für repräsentative und propagandistische Aufgaben. Sie waren in der Tat der direkteste Ausdruck von Größe und Macht der verschiedenen Familien.
Die meisten Geschlechtertürme entstanden in den Ecken der Häuserblocks, in die Pavia unterteilt war. Innerhalb der ersten Wehrmauer (Pavia am Ende des 12. Jahrhunderts verfügte über drei Wehrmauern, von denen die erste aus der Römerzeit stammte) besaßen die meisten Adelsfamilien mehrere Paläste und Häuser in unmittelbarer Nähe zueinander, wodurch die politische und soziale Solidarität der Familie symbolisiert wurde. Diese Gebäude wurden von einem Turm flankiert. Ein Beispiel dafür ist der Turm der Familie Catassi. Er steht noch heute, wenn auch nicht mehr in der ursprünglichen Höhe, an der Ecke der Piazza della Posta und der Via Galliano. Neben den Häusern der Familie waren in dem Block auch die Kirchen San Giovanni dei Catassi und San Giorgio dei Catassi zu finden. Oft ließen die Familien ähnliche, kleinere Artefakte auf ihren Gütern auf dem Land errichten, wie die Familie Torti, die an der Porta Pertusi (laut den Steuerunterlagen von 1254) ein Viertel kontrollierten. Dort befanden sich die Kirchen Santa Onorata dei Torti und Santa Maria dei Torti. Das Landgut der Familie, das 1259 erstmals erwähnt wurde, erhielt den Namen Torre de' Torti stand, der 1259 erstmals erwähnt wurde und heute noch als kleine Ansiedlung der Gemeinde Cava Manara existiert.
In der zweiten Hälfte des 14. Jahrhunderts, als die Visconti die Kontrolle über Pavia übernahmen, verloren die Geschlechtertürme als Symbol des Ansehens und der Macht an Bedeutung, so dass die Höhe einiger Türme verringert wurde und andere baulich in eine Loggia umgewandelt wurden. Die folgenden Jahrhunderte erlebten den Niedergang der Geschlechtertürme. Bedenken hinsichtlich ihrer Stabilität führten vor allem im 17. und 18. Jahrhundert zum Abriss oder zur Absenkung eines Großteils der Türme. Laut der historischen und ikonographischen Dokumentation sollte es mindestens 65 Türme gegeben haben. Davon sind 20 bis heute (teilweise) erhalten.

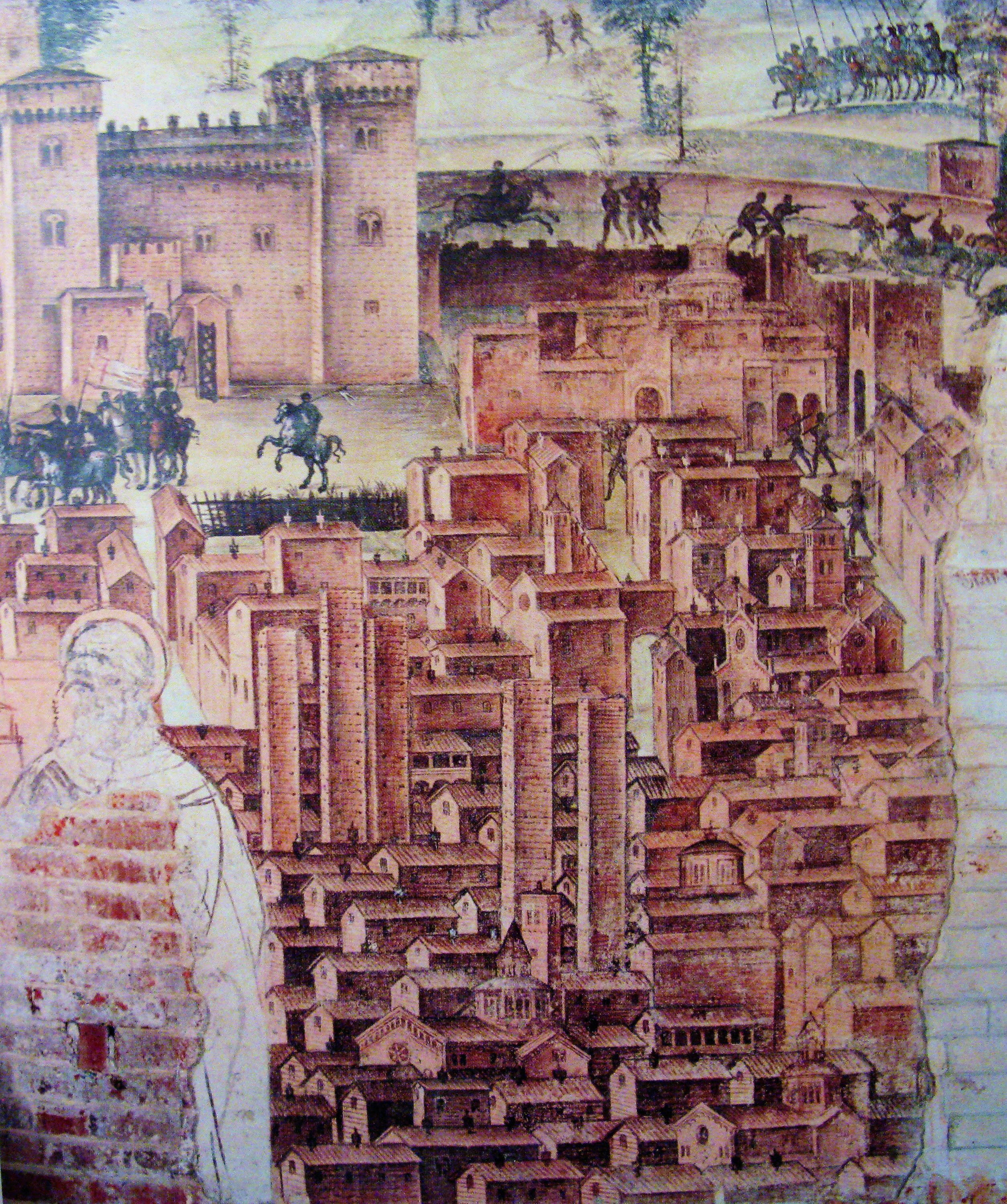
Pavia, Kirche von San Teodoro, Fresko, das Pavia darstellt, Detail (1522-1524) sind einige der zahlreichen Türme zu sehen, die noch in der ersten Hälfte des sechzehnten Jahrhunderts vorhanden sind.

## Bautechniken
Der Bau der Türme war eine kostspielige Angelegenheit, selbst wenn man berücksichtigt, dass das zur Familie gehörige Gesinde dazu herangezogen wurde. Die Türme wiesen einen quadratischen Grundriss mit einer Seitenlänge von im Mittel etwa 5 Metern und einem 2–3 Meter tiefen Fundamenten auf, bestehend aus Pfählen, die in den mit Flusskiesel und Mörtel bedeckten Boden eingeschlagen wurden.
Die Ecksteine der Türme wurden darauf mit riesigen Steinblöcken (die am häufigsten verwendeten Steine sind Granit, Gneis, Sandstein und in geringerem Maße Kalkstein, insbesondere Ammoniticus Rosso Veronese) errichtet. Oft wurden dafür Materialien aus klassischer Zeit wiederverwendet. Für die dünneren und leichteren Mauern des restlichen Baukörpers wurde eine Schalenbauweise verwendet: Zwischen eine dicke Innenwand und eine dünneren Außenwand wurden Steine und Mörtel gefüllt.
Im Allgemeinen enthalten die Außenwänden Öffnungen für die Baugerüste, die offen blieben, um Einrüstungen für Reparaturen zu ermöglichen. Für das Mauerwerk der Türme wurden Ziegel verwendet, die ca. 27,5 × 6,5 cm groß und 13 cm hoch waren und sehr sorgfältig angeordnet wurden. Die Dicke des Mauerwerks beträgt insgesamt etwa 2 Meter.
Obwohl die meisten Geschlechtertürme heutzutage höhenmäßig reduziert sind und die meisten von ihnen etwa gleichhoch wie die benachbarten Häuser und Palazzi sind, gibt es dennoch auch heute noch Geschlechtertürme von bemerkenswerter Höhe, wie zum Beispiel der 51 Meter hohe Torre del Maino oder der Torre di San Dalmazio (41 Meter). oder der Turm von San Dalmazio (41 Meter).

## Liste der erhaltenen Türme
- Torre Fraccaro, Piazza Leonardo da Vinci.
- Torre dell’Orologio, Piazza Leonardo da Vinci.
- Torre del Maino, Piazza Leonardo da Vinci.
- Torre di San Dalmazio, Via Luigi Porta.
- Torre Belcredi, Via Luigi Porta.
- Torre di Santa Mostiola, Via Luigi Porta.
- Torre dei Catassi, Kreuzung Piazza della Posta-Via Galliano.
- Torre di Casa Beccaria May, zwischen Piazza Borromeo und Via San Giovanni in Borgo.
- Torre auf der Piazza Borromeo.
- Torre in der Via Scarpa, Kreuzung Via Pedotti.
- Torre in der Via Capsoni.
- Torre in der Via della Rocchetta, Kreuzung Via Capsoni.
- Torre in der Via Sant’Ennodio, Kreuzung Corso Garibaldi.
- Torre in der Via Ressi, Kreuzung Via Corridoni (nur der untere Teil blieb erhalten).
- Torre in der Via Siro Comi, Kreuzung Corso Garibaldi.
- Torre in der Via Mentana, Kreuzung via Galliano.
- Torre in der Via Sacchi, Kreuzung Via Spallanzani.
- Torre degli Aquila, Strada Nuova.
- Torre in der Via dei Liguri, Kreuzung Vicolo del Torrione.
- Torre in der Via Pessani, Kreuzung Via Maffi.
- Torre in der Via Frank, Kreuzung Via Cardano.
- Torre im Vicolo Novaria.
- Ruinen von zwei Türmen in einem Keller der Via Luigi Porta.

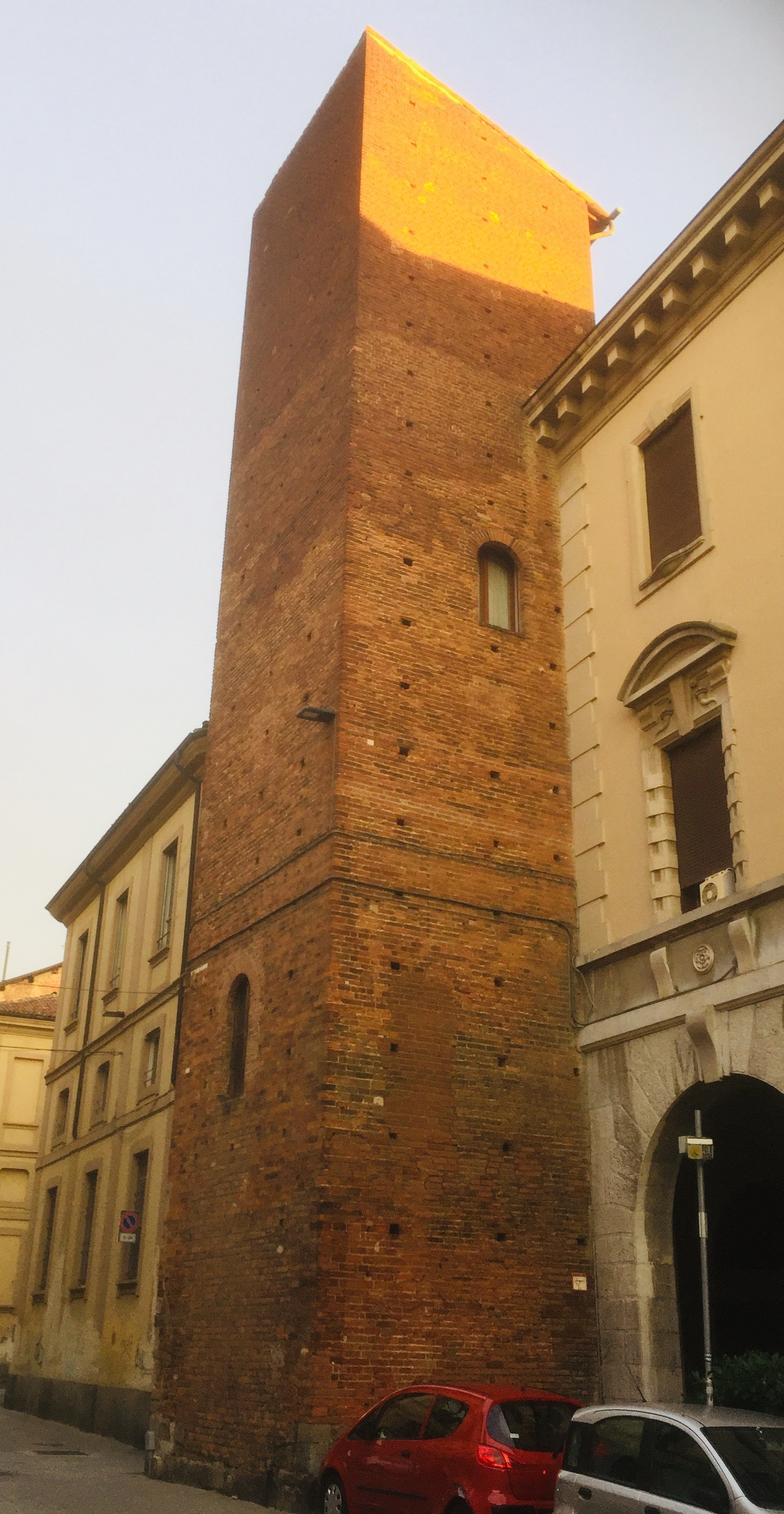
Torre dei Catassi, Piazza della Posta.
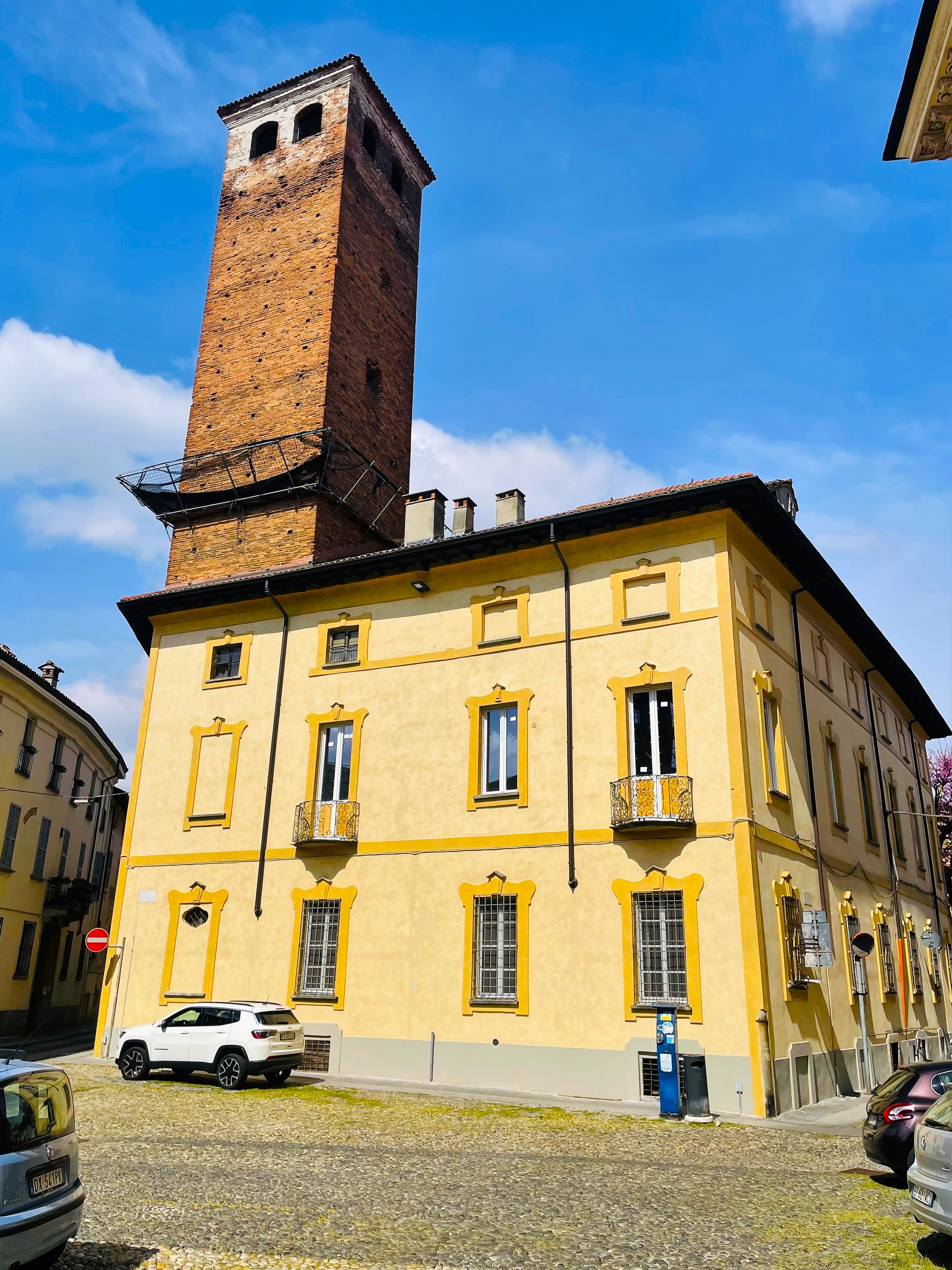
Torre auf der Piazza Borromeo.
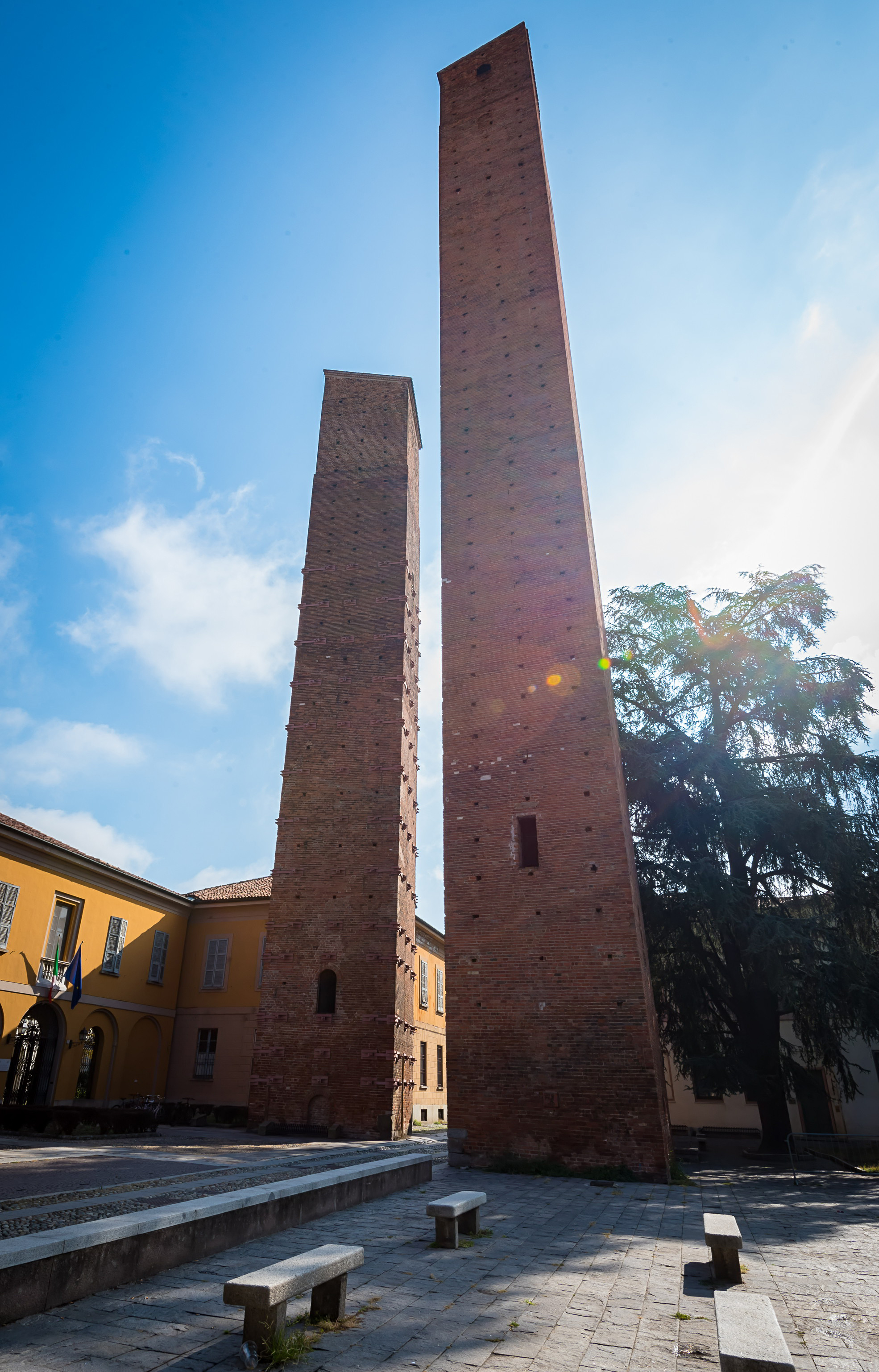
Torre del Maino, Piazza Leonardo da Vinci.
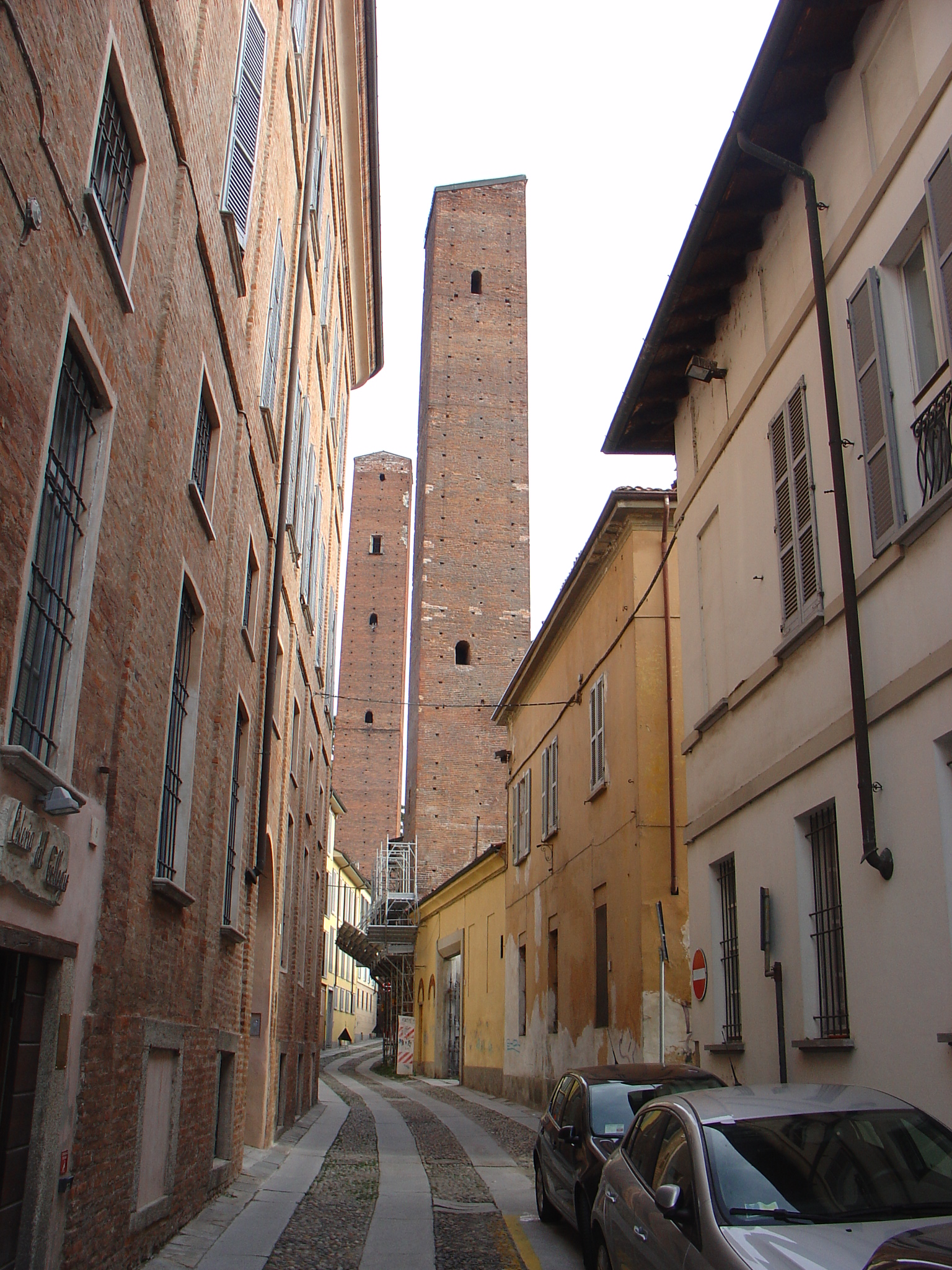
Torri in der Via Luigi Porta.
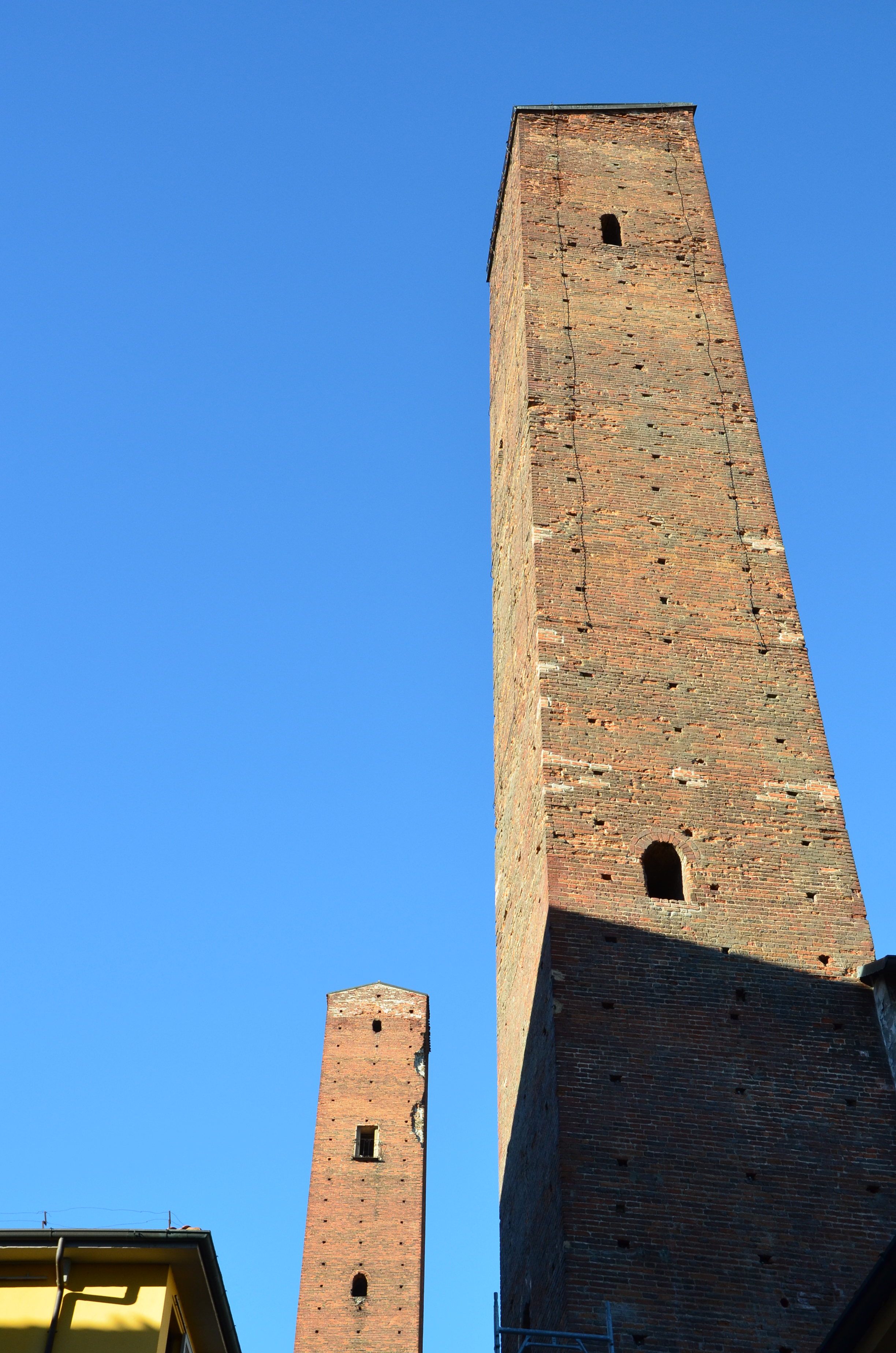
Torre di San Dalmazio, Via Luigi Porta.
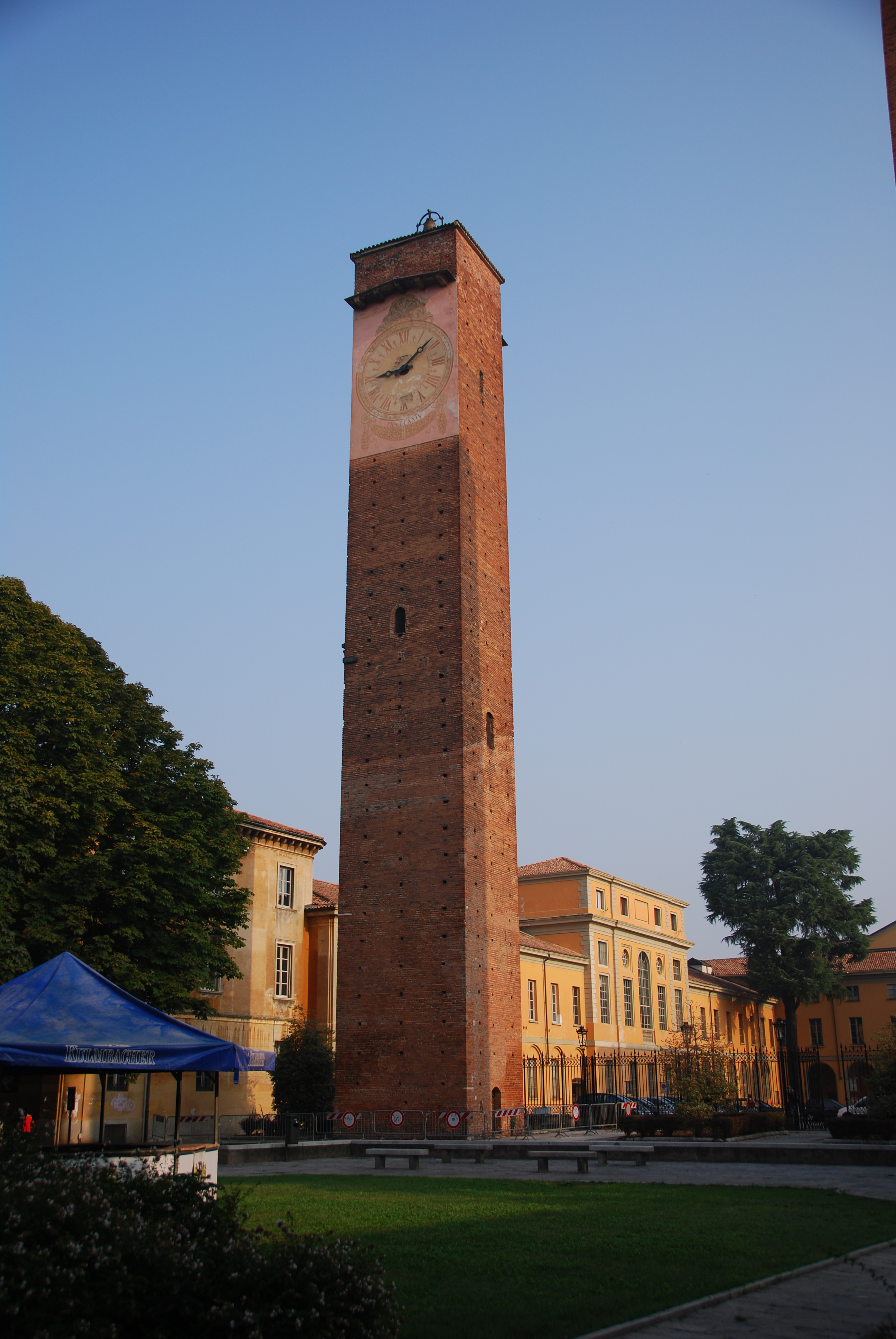
Torre dell'Orologio, Piazza Leonardo da Vinci.
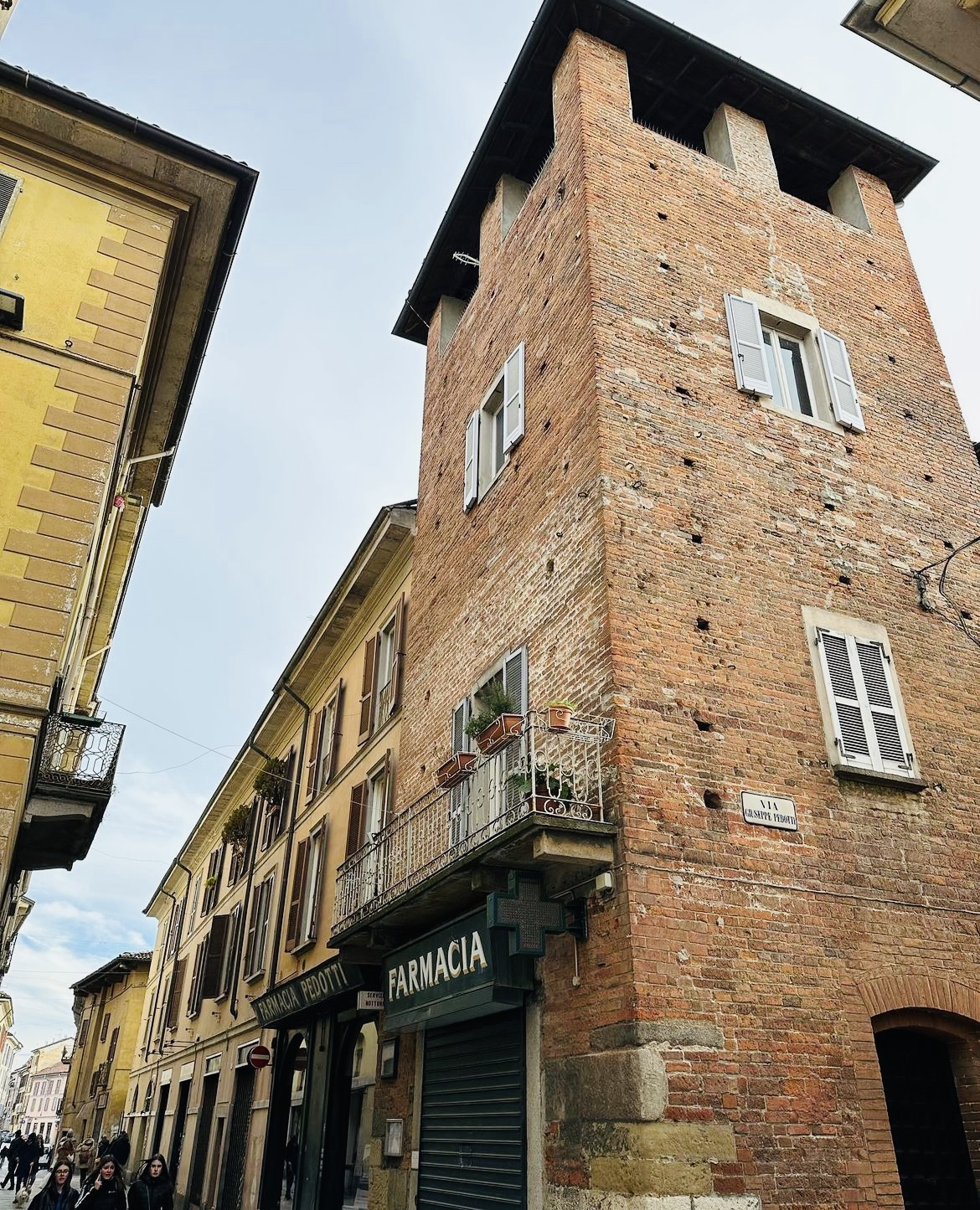
Torre auf dem Corso Garibaldi.
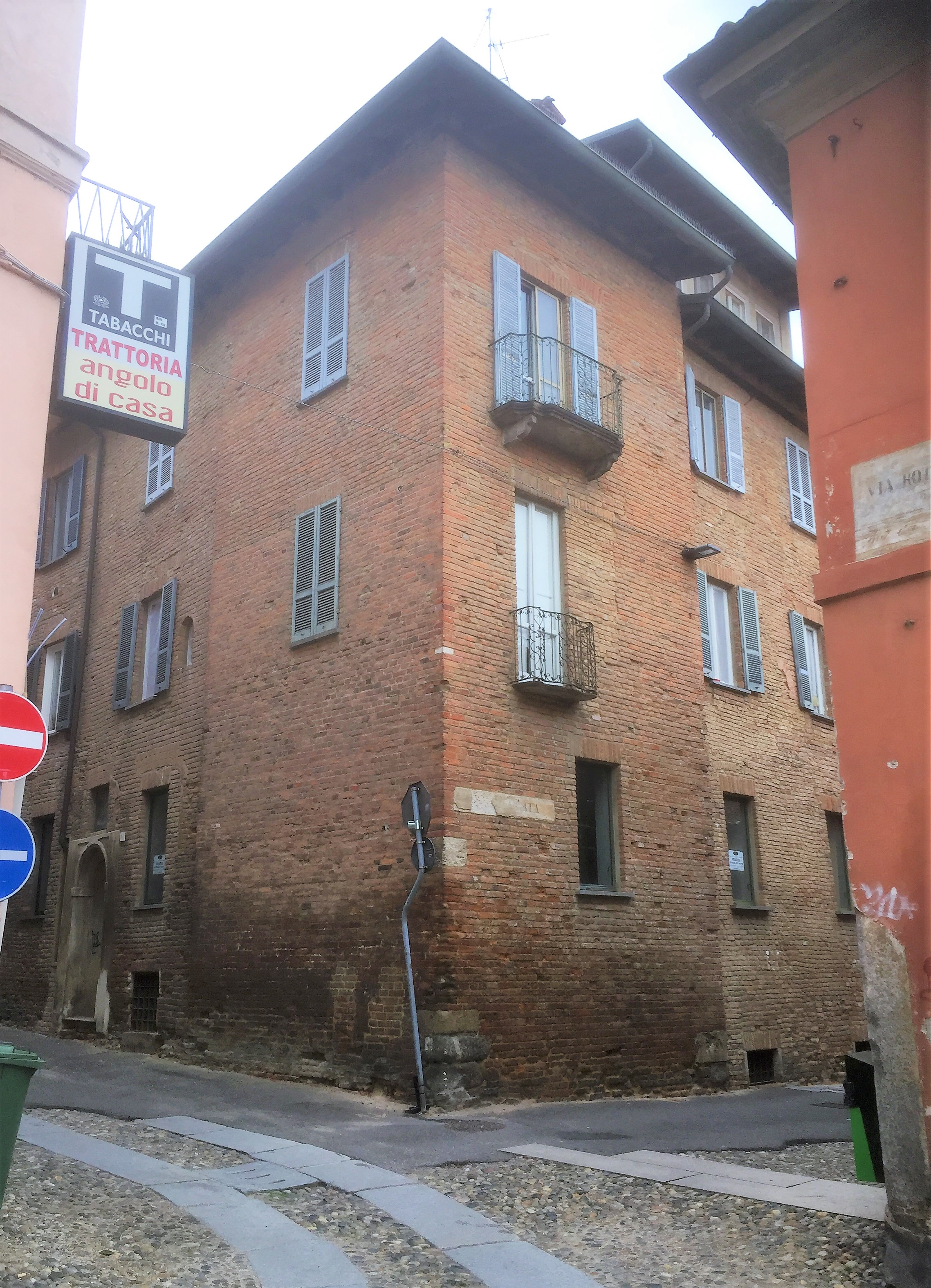
Torre in der Via Frank, Kreuzung Via Cardano
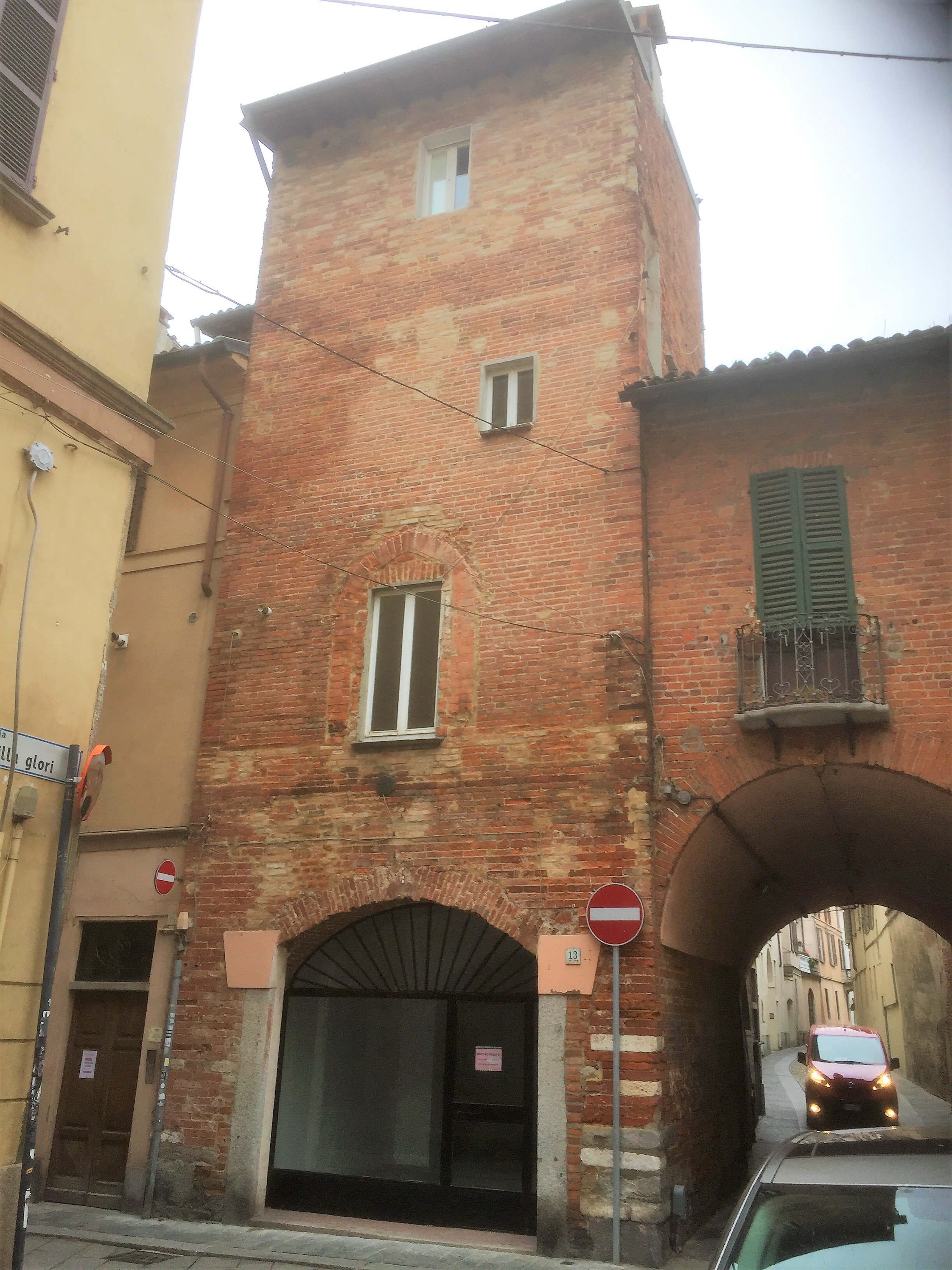
Torre der Via Sant'Ennodio, Kreuzung Corso Garibaldi
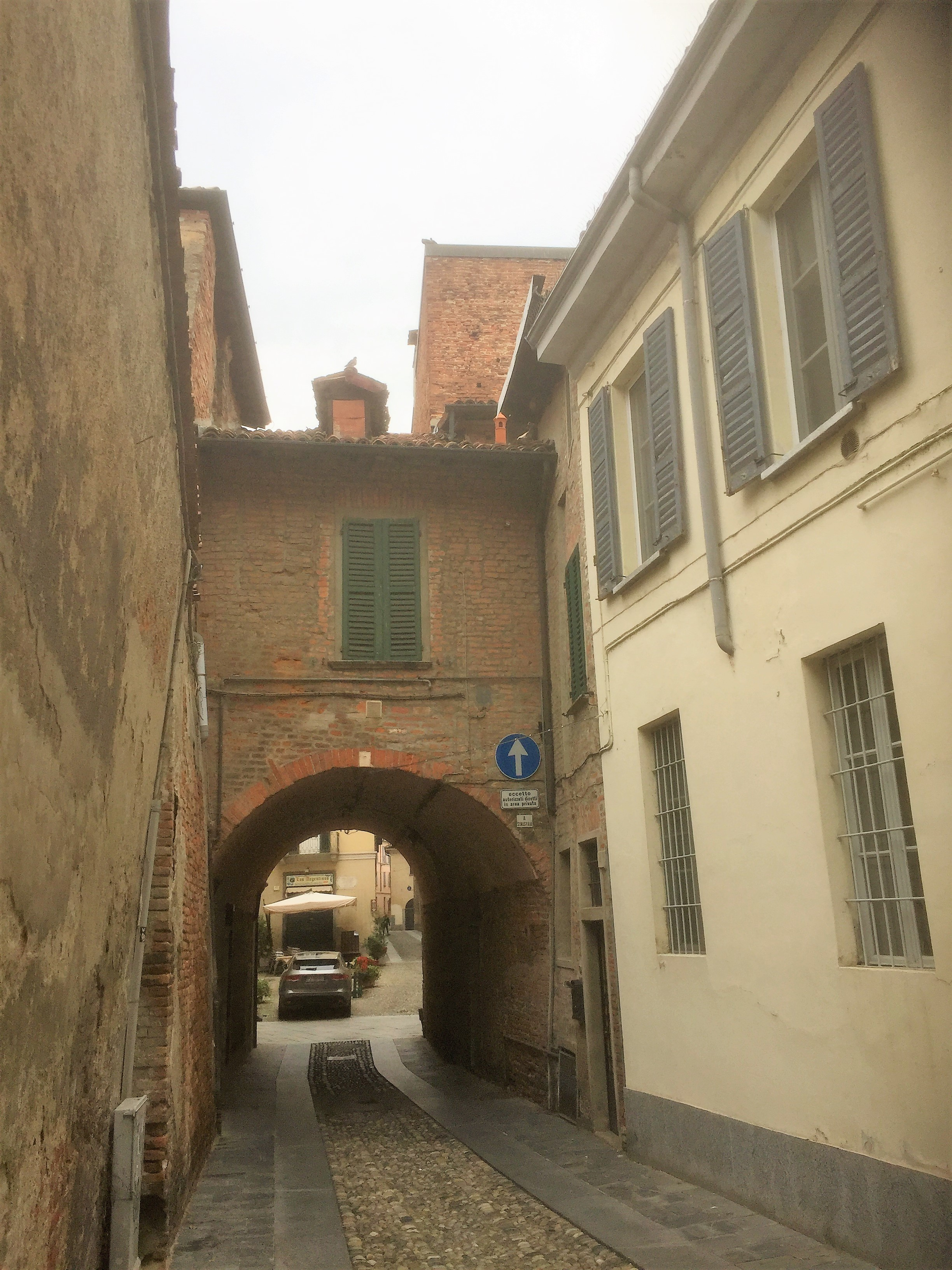
Gewölbe des Torre in der Via Sant'Ennodio
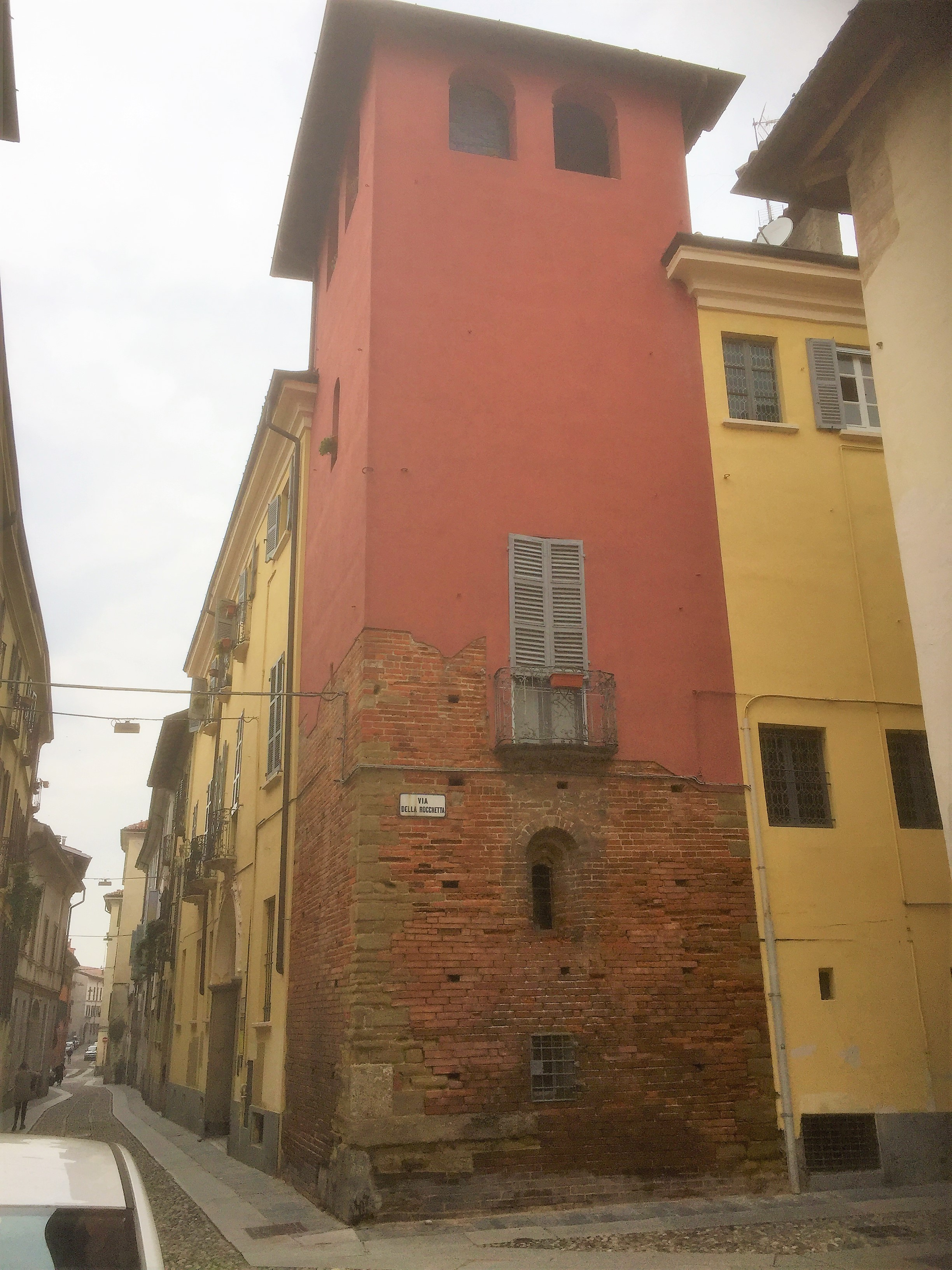
Torre in der Via della Rocchetta, Kreuzung via Capsoni
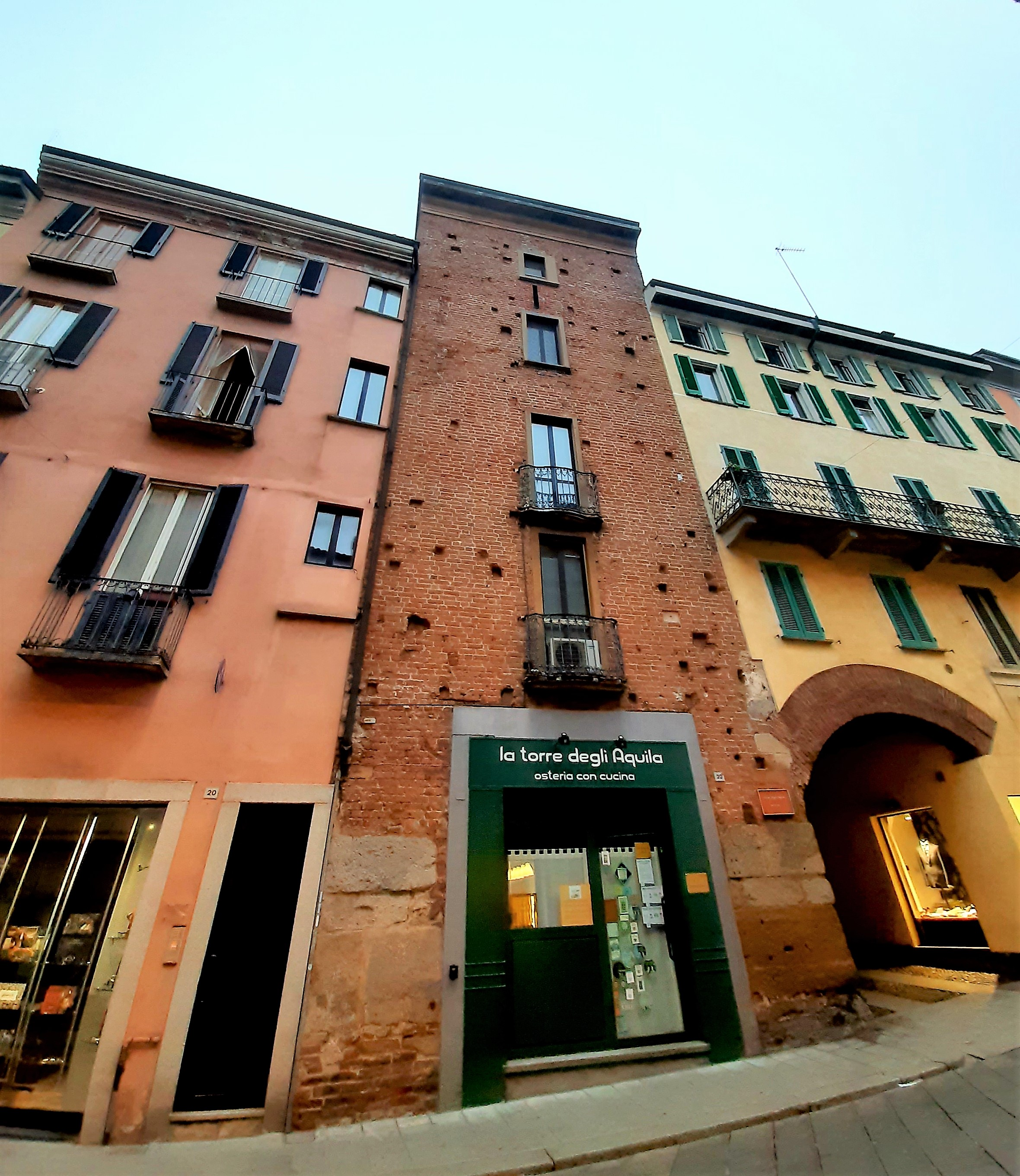
Torre degli Aquila, Strada Nuova.
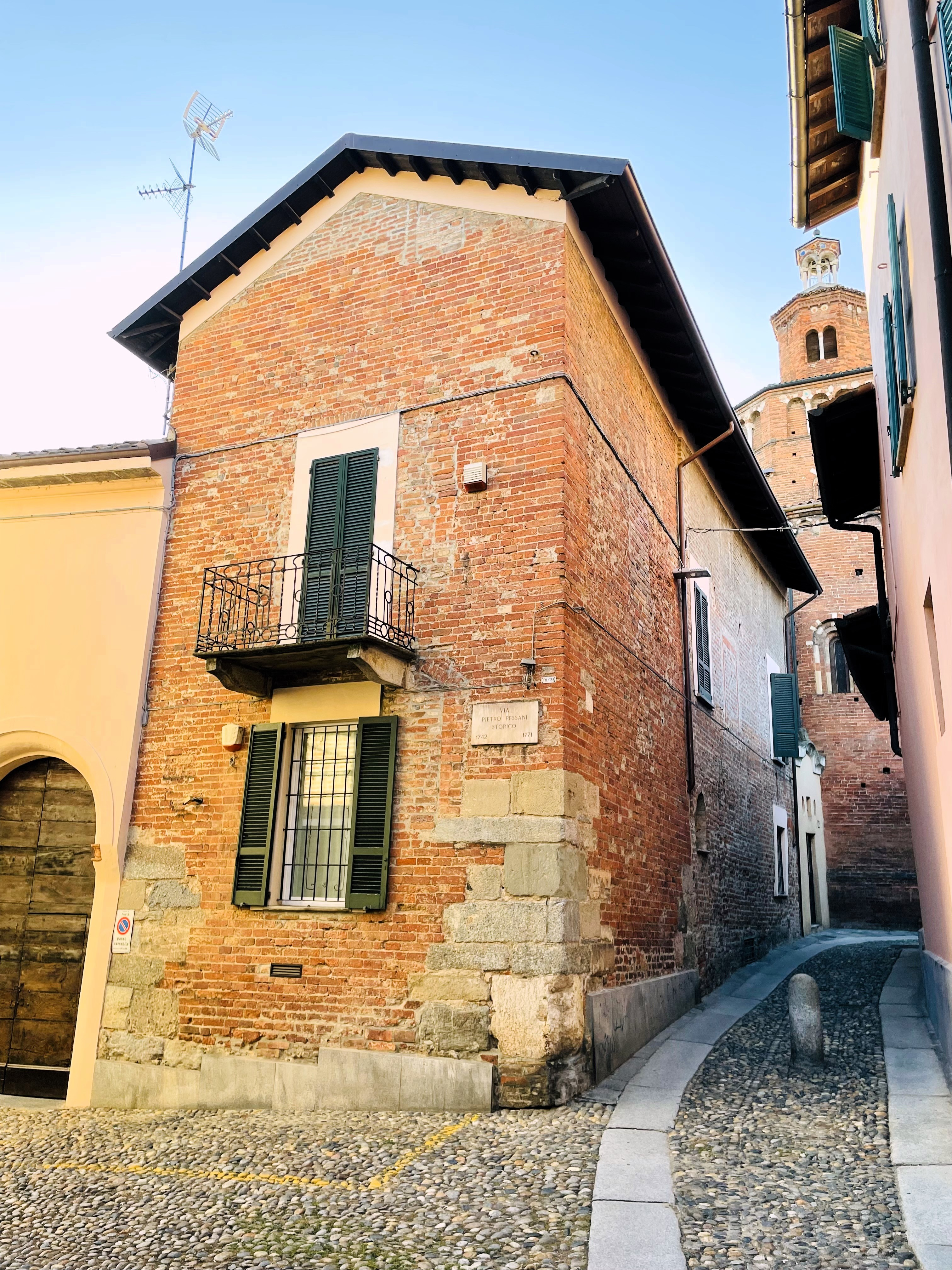
Torre in der Via Pessani.
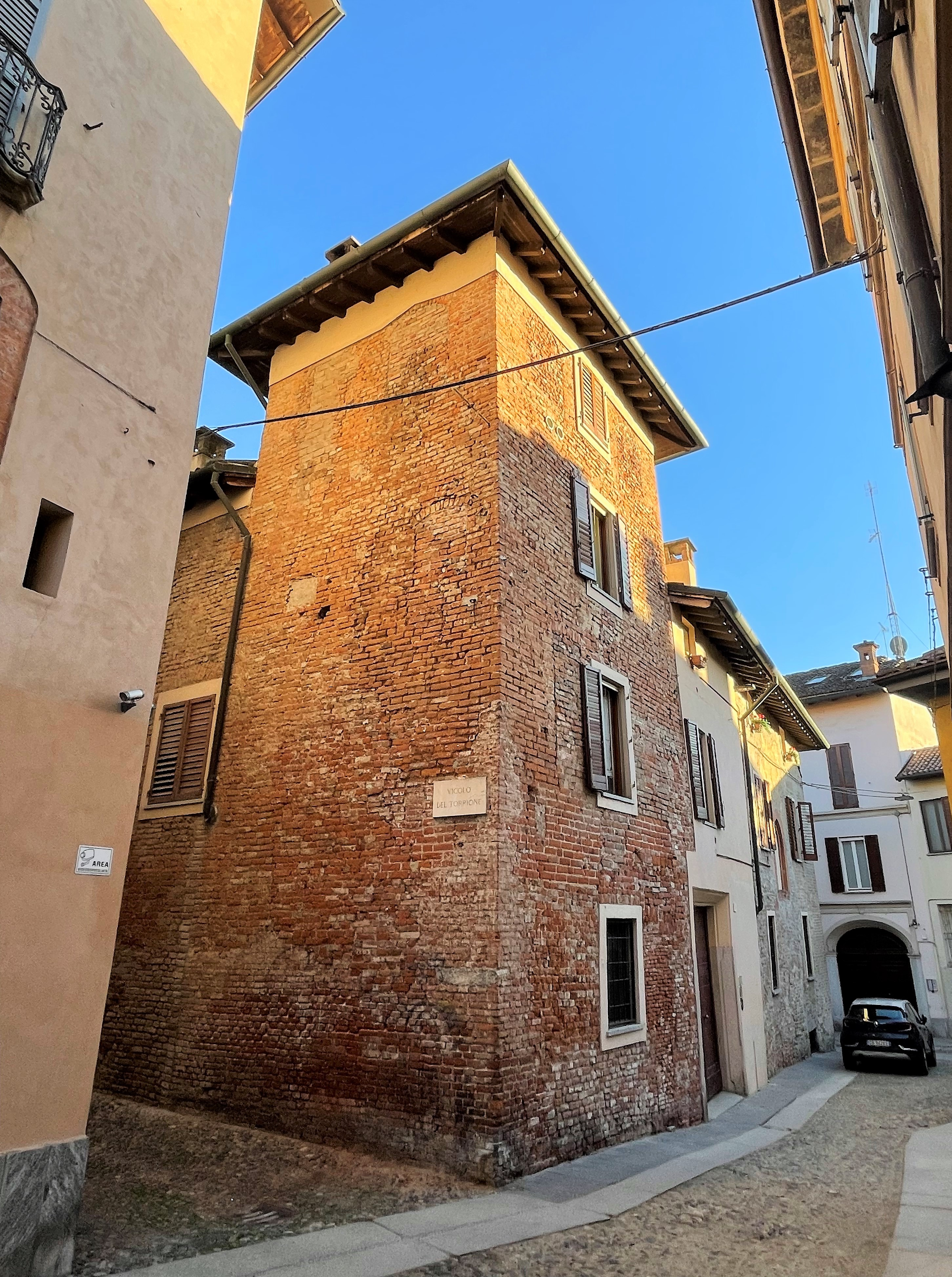
Torre di via dei Liguri, Kreuzung Vicolo del Torrione.
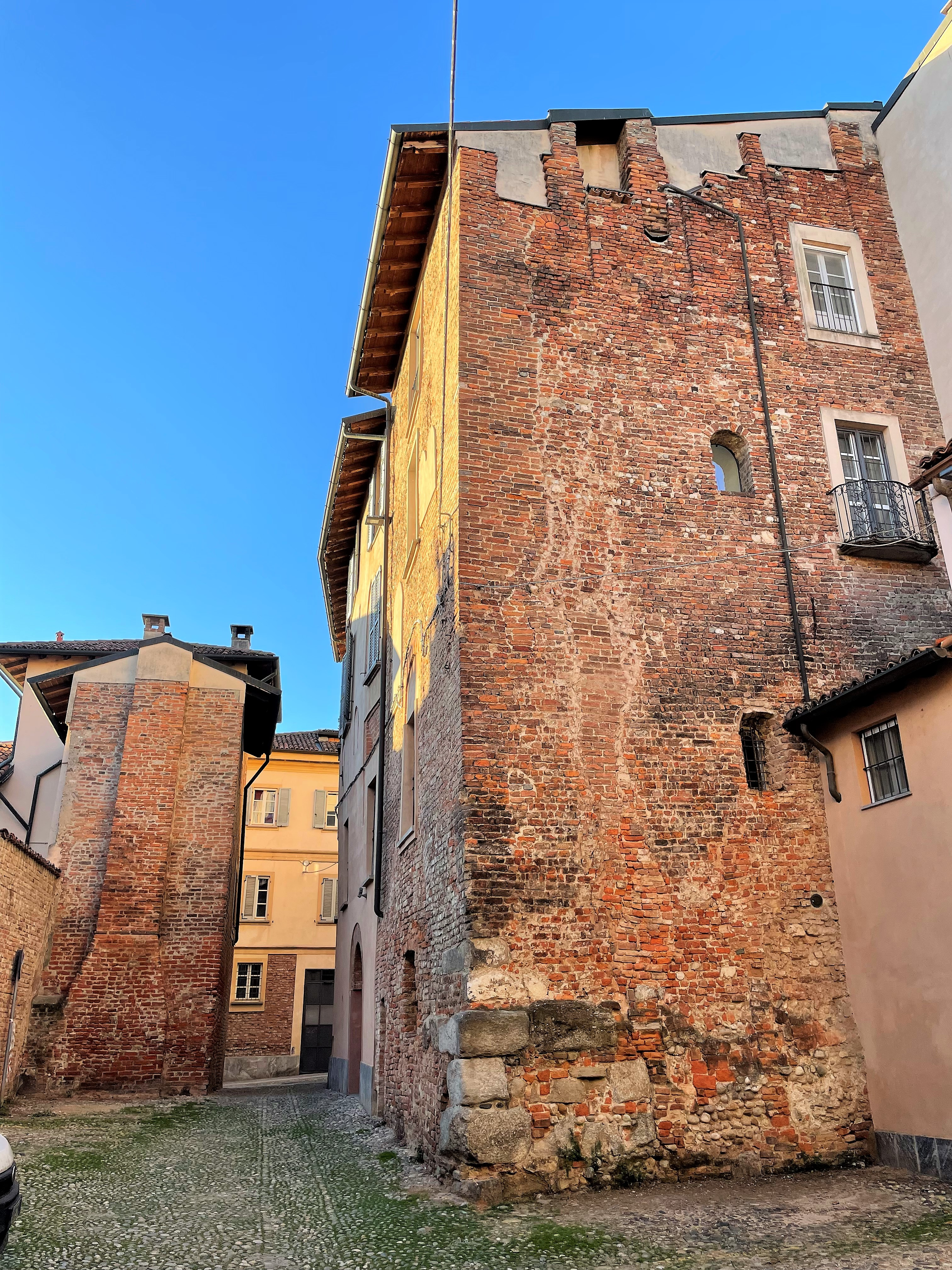
Torre im Vicolo del Torrione.
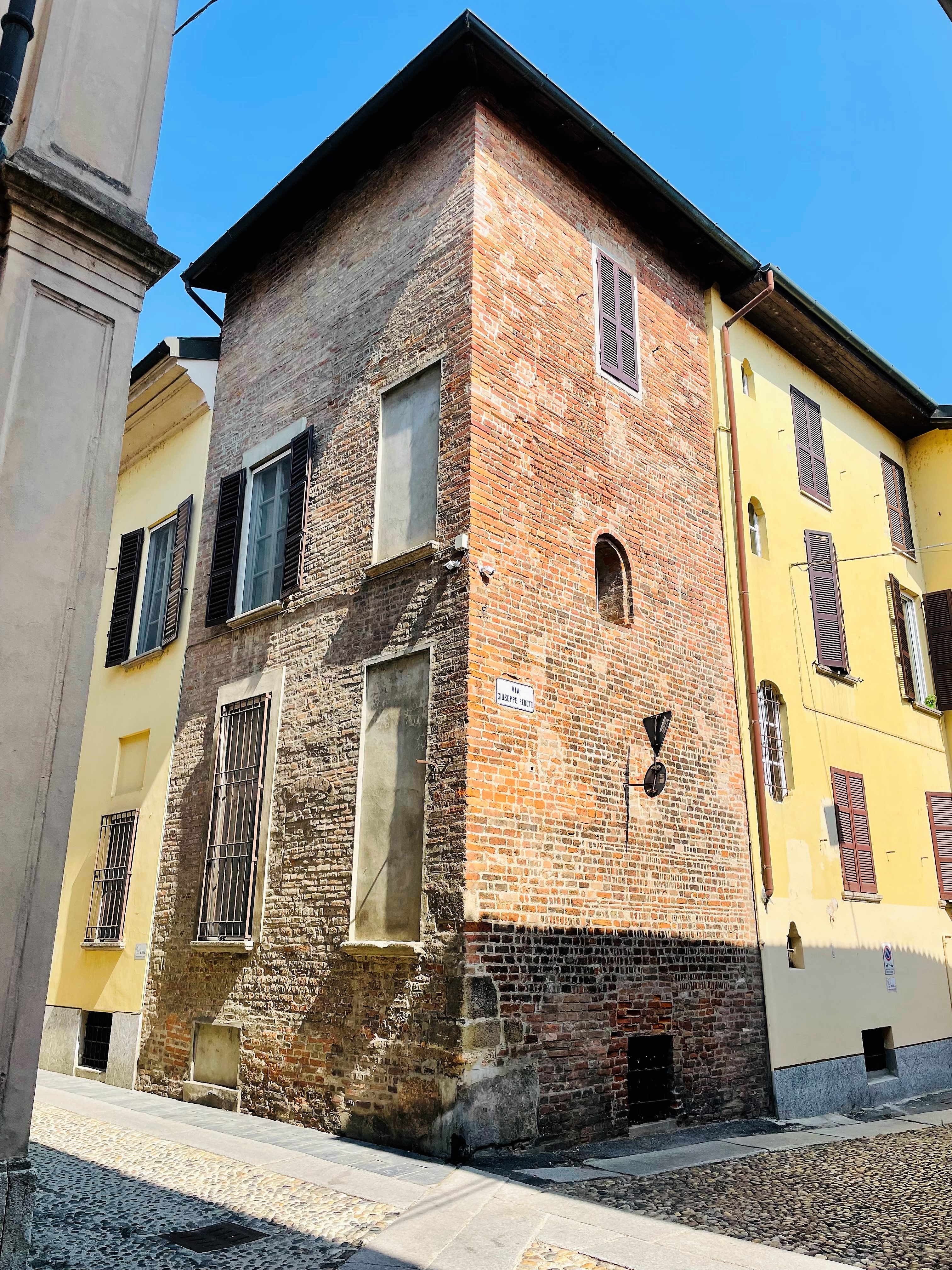
Torre in der Via Pedotti.